# Noah Diliberto
Noah Diliberto (født 8. september 2001) er en fransk professionel fodboldspiller, der spiller som midtbanespiller for Ekstraklasa- klubben Widzew Łódź.

## Karriere
Diliberto fik sin professionelle debut for Valenciennes i en 1-0 sejr over Orléans i Ligue 2 den 22. november 2019.
Den 4. oktober 2023 skiftede Diliberto til Lens og spillede for deres reservehold i femte divisionen i Frankrig. 
Den 27. januar 2024 skiftede han til den den polske Ekstraklasa- klub Widzew Łódź.